# フルウォー・クレイヴェン (第4代クレイヴェン男爵)
第4代クレイヴェン男爵フルウォー・クレイヴェン（英語: Fulwar Craven, 4th Baron Craven、1764年11月10日没）は、イングランド貴族。父と兄と同じく、トーリー党に所属した。

## 生涯
第2代クレイヴェン男爵ウィリアム・クレイヴェンとエリザベス・スキップウィス（Elizabeth Skipwith、1704年5月16日没、第2代準男爵フルウォー・スキップウィスの娘）の息子として生まれた。ラグビー校で教育を受けた後、1721年にオックスフォード大学モードリン・カレッジに入学した。
1739年8月10日に兄ウィリアムが死去すると、クレイヴェン男爵の爵位を継承した。
1764年11月10日にベナム・ヴァレンスで病死、23日にハンプステッド・マーシャルで埋葬された。生涯未婚だったため、叔父ジョン（1673年11月23日 – 1726年12月6日）の息子ウィリアムが爵位を継承した。